# Edificio Camarena
El Edificio Camarena ubicado en el centro histórico de la ciudad de Guadalajara, es la sede de la Escuela Judicial del Poder Judicial del Estado de Jalisco. El recinto es catalogado como bien inmueble con valor cultural por el Instituto Nacional de Antropología e Historia (INAH) para su preservación.

## Historia
Se cree que donde se encuentra el edificio es donde se ubicaban las primeras casas consistoriales de la naciente ciudad, pero han surgido dudas sobre este dato. Según el relato, al día siguiente de la fundación de la ciudad en el valle de Atemajac el virrey Antonio de Mendoza junto a otros españoles prominentes colocaron la primera piedra de dicho edificio. Era un sencillo edificio de una planta de adobe y permaneció ahí por 18 años, frente a la Plaza Fundadores. El traslado de la Real Audiencia de Compostela a Guadalajara consolidó esta última como la capital de Nueva Galicia. El tribunal se mudó a la casas consistoriales, necesitando la construcción de una nueva sede para el cabildo donde hoy se encuentra el Palacio de Gobierno de Jalisco.
Desde 1574 el terreno perteneció al convento de San Agustín. En 1861, la familia Camarena adquirió el terreno por las Leyes de Reforma con la ayuda de su familiar Jesús Leandro Camarena, quien fue gobernador interino de Jalisco en varias ocasiones. El actual edificio con una fuerte influencia ecléctica fue construido por el ingeniero Luis Ugarte Vizcaíno en 1904, a petición de Adolfo Gómez Camarena, para varios usos mixtos. La planta baja era para usos comerciales y la planta alta para viviendas de renta para las familias ricas. Ugarte también es conocido por edificar el Palacio de Velasco. La familia Camarena fue dueña del recinto por 123 años hasta que fue vendida al gobierno estatal de Jalisco. El estado acondicionó el recinto para albergar los Juzgados de Primera Instancia del estado y ahora es sede de una facultad de derecho.

## Arquitectura
La fachada es de tres plantas. La primera es sencilla y tiene columnas pegadas al muro. Las dos primeras plantas cuentan con ventanas rectangulares. La tercera es la más ornamentada y sus ventanas tienen arcos de medio punto. La parte central de la fachada tiene un gran arco rematado por una guirnalda de mampostería. La fachada es coronada por una balaustrada.